# Microrégion de Santa Rosa

Localisation de la microrégion de Santa Rosa

La microrégion de Santa Rosa est une des microrégions du Rio Grande do Sul appartenant à la mésorégion du Nord-Ouest du Rio Grande do Sul. Elle est formée par l'association de treize municipalités. Elle recouvre une aire de 3 451,575 km2 pour une population de 162 451 habitants (IBGE - 2005). Sa densité est de 47,1 hab./km2. Son IDH est de 0,813 (PNUD/2000). Elle est limitrophe de l'Argentine, par sa province de Misiones.

## Municipalités[1]
- Alecrim
- Cândido Godói
- Independência
- Novo Machado
- Porto Lucena
- Porto Mauá
- Porto Vera Cruz
- Santa Rosa
- Santo Cristo
- São José do Inhacorá
- Três de Maio
- Tucunduva
- Tuparendi

## Microrégions limitrophes
- Três Passos
- Ijuí
- Santo Ângelo
- Cerro Largo